# Quinta Cumbre BRICS 2013
La Reunión Cumbre de los BRICS del año 2013 fue la quinta versión de este evento anual, que consiste en una conferencia de relaciones internacionales donde comparecen las jefaturas de los cinco países-miembro: Brasil, Rusia, India, República Popular de China, y Sudáfrica. Esta cúpula se desarrolló en el Centro de Convenciones Internacionales Inkosi Albert Luthuli, en la ciudad de Durban, entre el 26 y el 27 de marzo de 2013. Ésta fue la primera vez que África del Sur recibió en su territorio a la cúpula de los BRICS.
El tema principal del evento fue "Brics y África: Alianza para el desarrollo, la integración, y la industrialización". Durante la reunión, tuvieron lugar diversas discusiones e intercambio de ideas entre los líderes participantes, sobre cuestiones vinculadas al desarrollo inclusivo y sustentable, en relación con la reforma de las instituciones de gobernanza global, y en asuntos ligados a la paz, la seguridad, y la estabilidad global. Adicionalmente también se concretó un debate denominado "Liberando el potencial africano: La cooperación entre los Brics y África en Infraestruturas".

## Antecedentes
La declaración final de la cúpula BRICS 2012 establecía que: "Brasil, Rusia, India, y China, agradecían a África del Sur por su propuesta de ser sede de la 5ª Cúpula en 2013, agregando que será dado todo el apoyo necesario al país anfitrión".
Los líderes del BRICS entonces confiaban que en este nuevo encuentro se podría discutir en profundidad la creación de un banco de desarrollo. Según Mikhail Margelov, los líderes van a buscar acuerdo especialmente sobre la cantidad de capital inicial de esta institución.

## Delegaciones presentes
Los jefes de Estado / jefes de gobierno de los cinco países participaron de la cúpula.

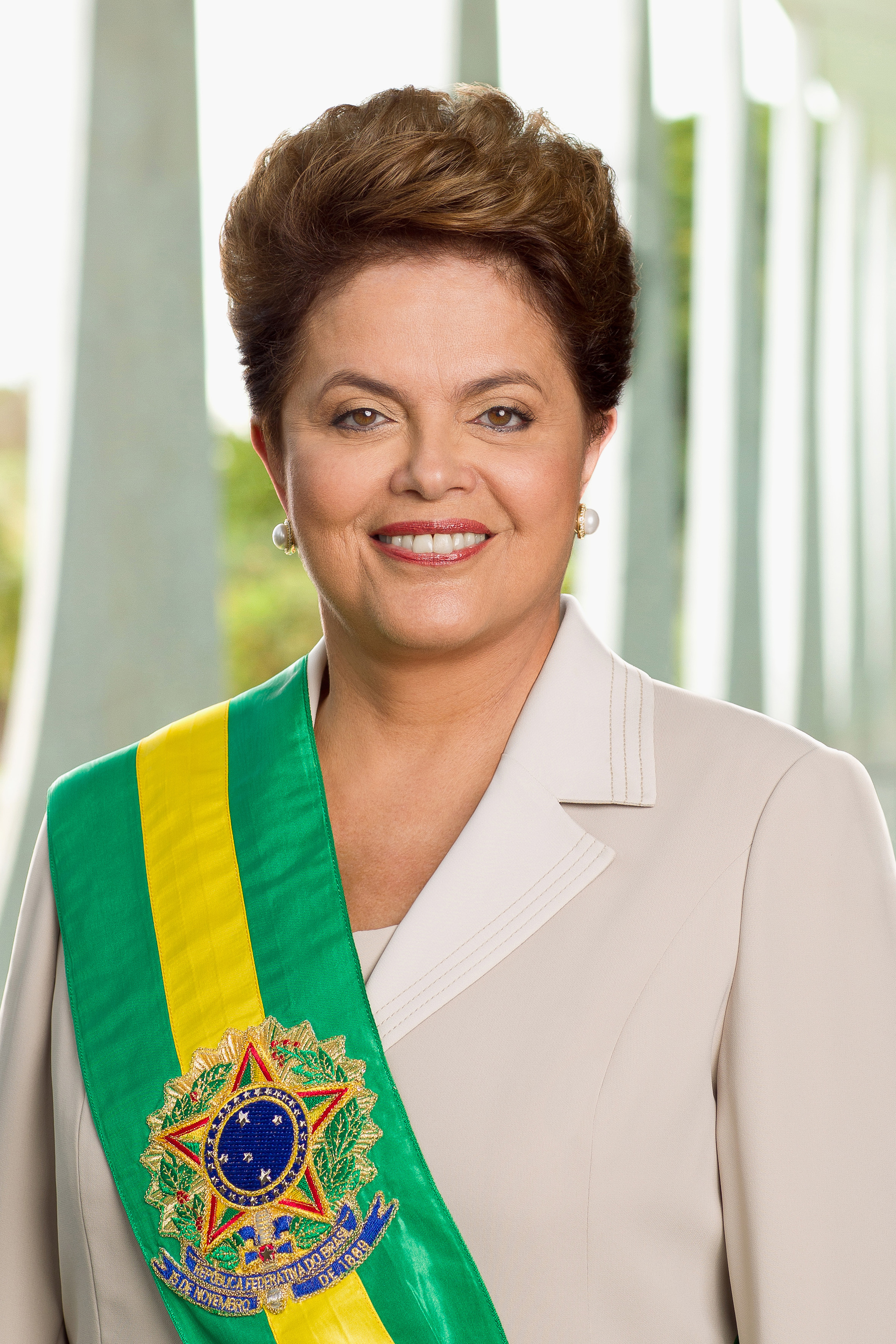
Dilma Rousseff, Presidente de Brasil.
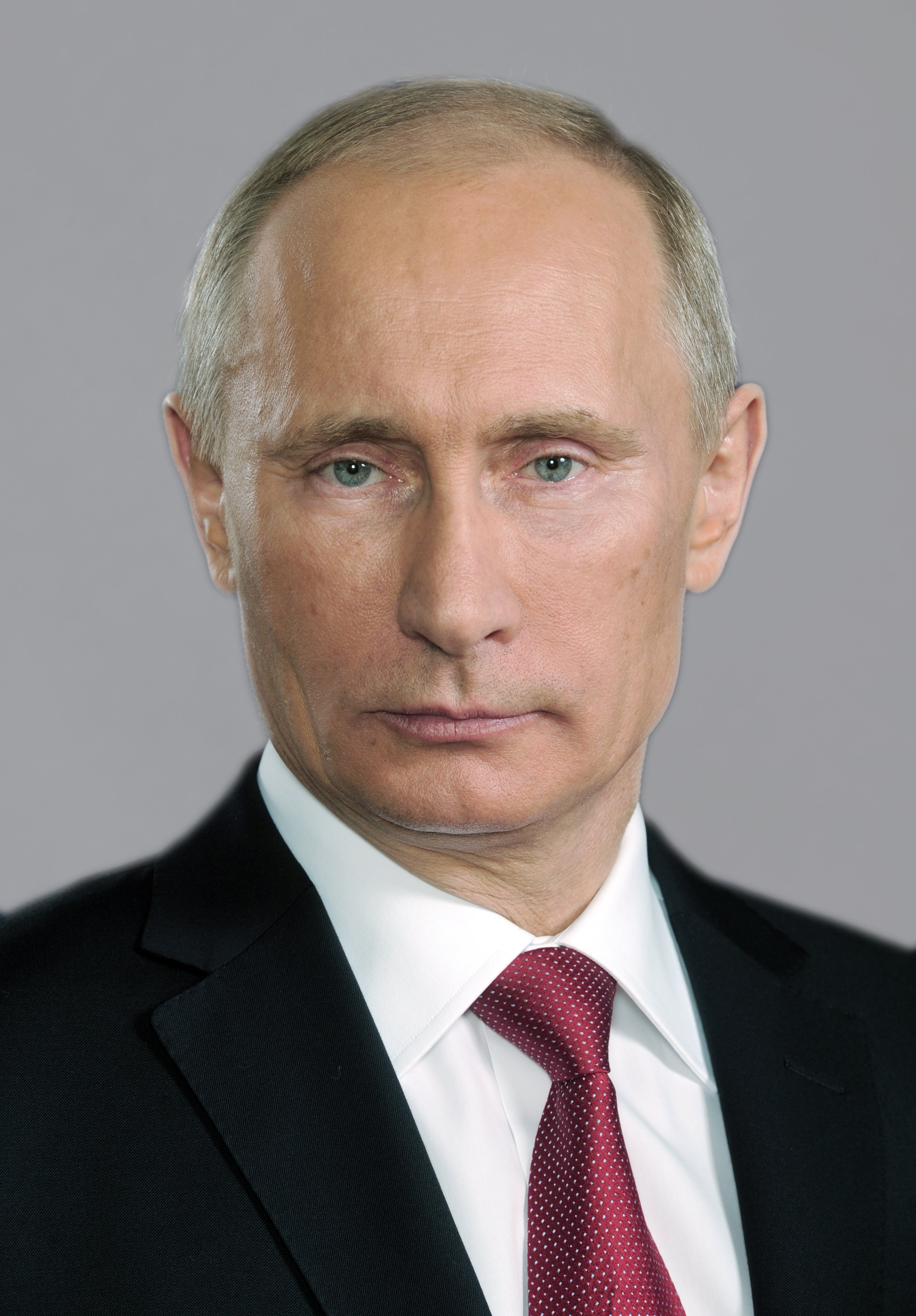
Vladímir Putin, Presidente de Rusia.
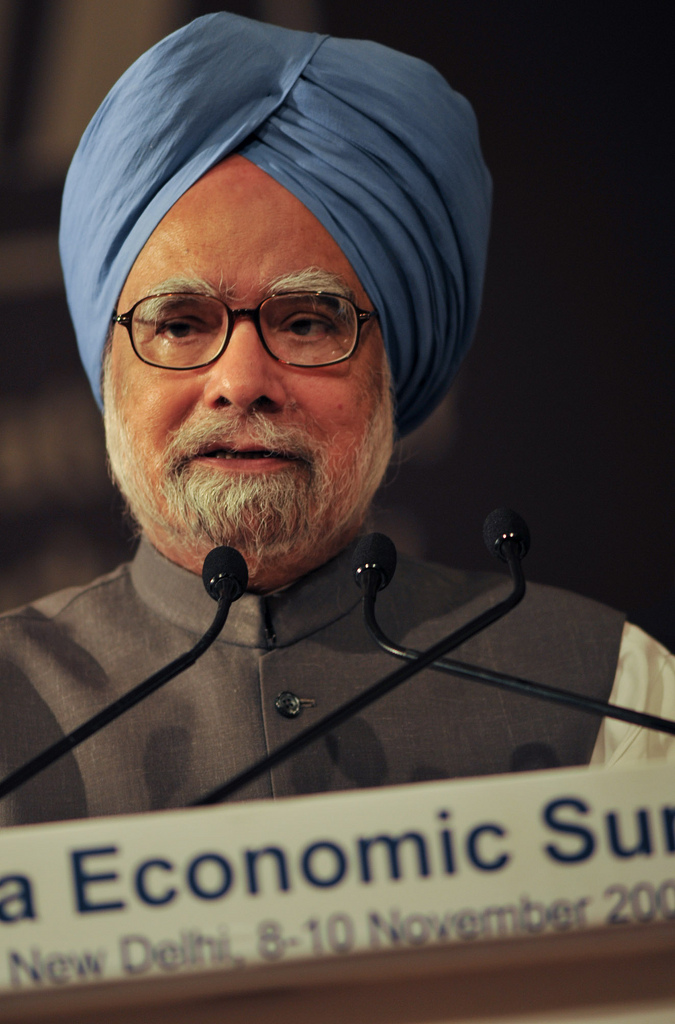
Manmohan Singh, Primer-ministro de India.
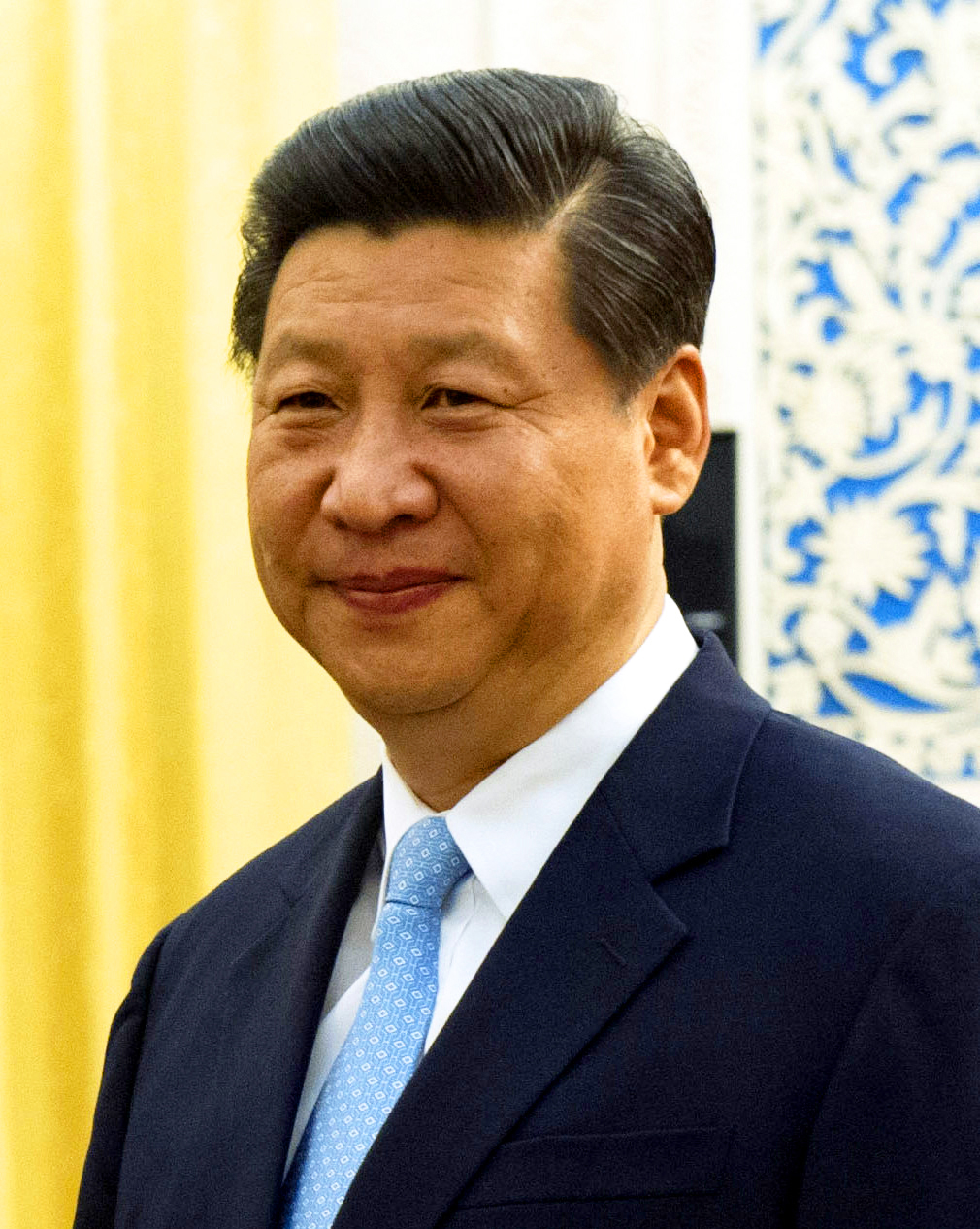
Xi Jinping, Presidente de China.
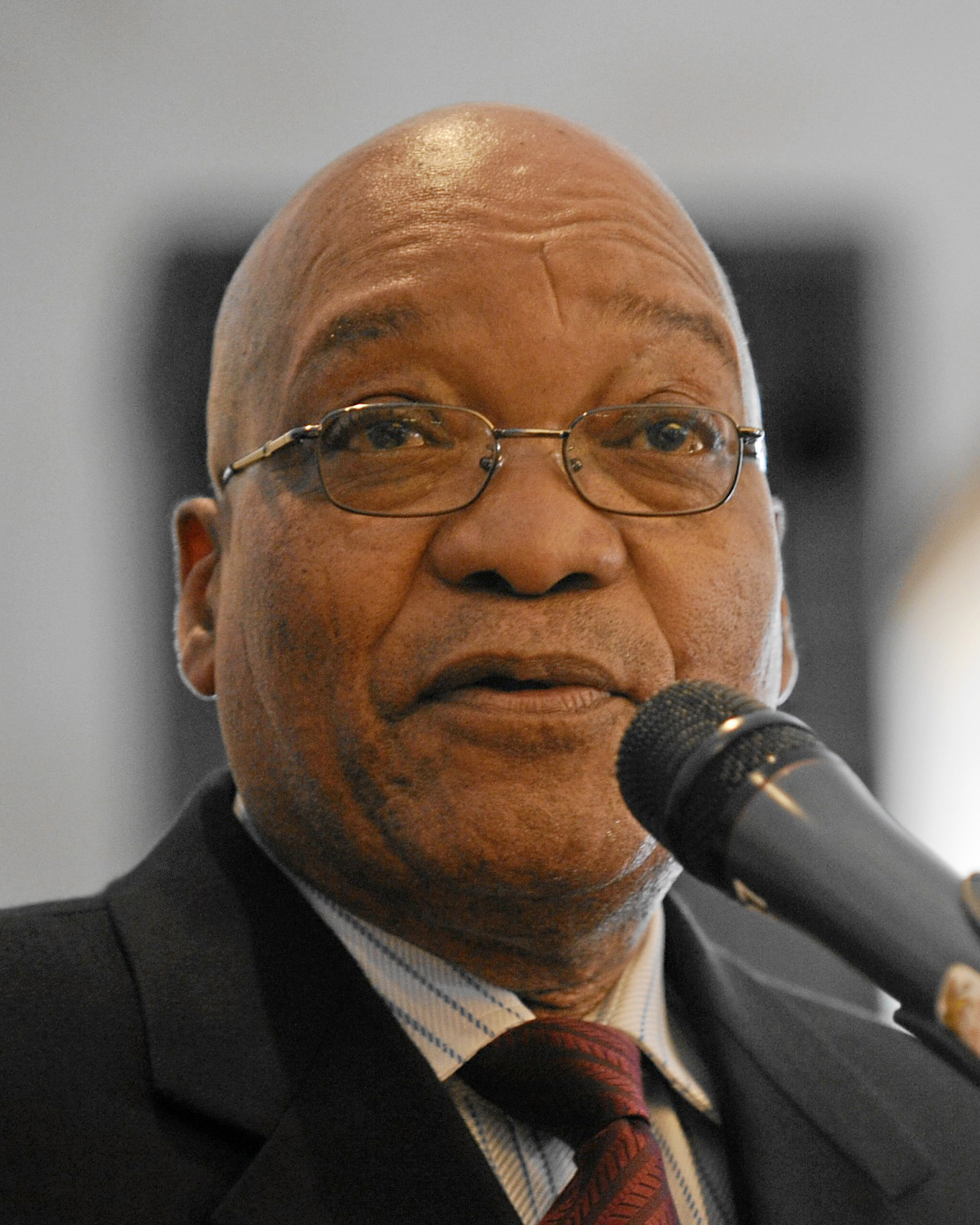
Jacob Zuma, Presidente de Sudáfrica.

Se destaca que el presidente chino Xi Jingping en esta oportunidad participó en la primera reunión internacional de su presidencia.

## Discusiones
La cúpula comenzó su trabajo el 26 de marzo a las 17:30 GMT, y entre las cuestiones importantes a tratar, estuvo todo lo referido a la creación del banco de desarrollo del BRICS, propuesto en la reunión-cumbre anterior. Las discusiones sobre este asunto se focalizaron sobre su rol y alcance específico, así como el retorno que se lograría respecto del aporte inicial de capital, que tal vez rondaría los 100.000 millones de dólares estadounidenses.

## Reacciones
El anfitrión, presidente Jacob Zuma, dijo que la cúpula podría resolver los problemas económico-sociales de África del Sur, como por ejemplo el desempleo elevado. Y adicionalmente afirmó: "BRICS ofrecen una oportunidad para África del Sur, promoviendo su competitividad; sin duda es una oportunidad para avanzar en nuestros esfuerzos para promover el crecimiento económico, y así enfrentar el desafío de la pobreza, la desigualdad, y el desempleo, que aflige a nuestro país".